# Pax Japonica Groove
Pax Japonica Groove（パックス・ジャポニカ・グルーブ）は、日本のリミキサー・クラブ・ハウスミュージシャンである黒坂 修平（くろさか・しゅうへい）によるソロプロジェクト。

## 略歴
- 2007年
  - STUDIO APARTMENT、DAISHI DANCEなどが所属するレーベル『NEW WORLD RECORDS』でデビューする。
  - 3月、STUDIO APARTMENTが主宰するダンスレーベル『Apt.』がリリースするHMV限定発売のコンピレーション・ミニアルバム『Apt. UPCOMMING TRACKS 2007 -SPRING-』にて初の楽曲『昇竜』が収録される。
  - 4月、デビューシングル『SHOU-RYU / star chamber』がリリースされヒットする。
  - 10月にリリースされたコンピレーション・ミニアルバム『Apt.UN-RELEASED TRACKS』にて新曲『ascension』が収録される。また、この曲は2008年3月に航空会社のスターフライヤーの就航2周年キャンペーン・ソングに選ばれている。
- 2008年
  - 4月、2008年夏のアルバムリリースに伴い、HMVが独占先行でミニ・アルバム『Apt. UPCOMMING TRACKS 2008 -SPRING- PAX JAPONICA GROOVE edition』を限定リリースする。
  - 7月、初アルバム『PAX JAPONICA GROOVE』をリリースする。参加アーティストにMonday満ちる、Lori Fine、Lisa Millett、JUJUが挙げられる。
  - 8月、初アルバム『PAX JAPONICA GROOVE』のリード曲『Turn Me On feat. Monday 満ちる』アナログカットでリリースされる。
- 2009年11月、HMV限定でミニアルバム『in the transition』をリリースする。
- 2010年
  - 10月、11月、12月、2ndアルバムリリースに先駆け3ヶ月連続先行配信シングルリリース。
  - 12月、2ndアルバム『Fantastical Adventure』をリリースする。
- 2012年8月、3rdアルバム『SUPERNOVA』をリリースする。

## 特徴
- 一部の曲に和太鼓や尺八などの和を取り入れている。
- アーティスト名である『PAX JAPONICA GROOVE』は和の精神を持つ「日本」本来の在り方が地球平和へ繋がることを願って名付けられている[1]。
- スターフライヤーとの関係が深く、同社の旅客機における搭乗時に流されるBGM（ボーディングミュージック）を長年に渡り制作している。

## ディスコグラフィー

### シングル
| リリース日     | タイトル                         |
| 2007年4月20日  | SHOU-RYU / star chamber          |
| 2008年8月30日  | Turn Me On feat. Monday 満ちる   |
| 2010年10月13日 | wilderness                       |
| 2010年11月10日 | something within me              |
| 2010年12月1日  | wilderness (DAISHI DANCE remix.) |

### アルバム
|            | リリース日    | タイトル              | 解説                                                                                |
| 1st        | 2008年7月16日 | PAX JAPONICA GROOVE   | Monday満ちる、Lori Fine、Lisa Millett、JUJU、Studio Apartment、DAISHI DANCEが参加。 |
| mini album | 2009年11月4日 | in the transition     | HMV限定販売。後にiTunesで配信開始                                                   |
| 2nd        | 2010年12月8日 | Fantastical Adventure | TeN (A Hundred Birds)、yoshiko、fin (stack44)、DAISHI DANCEが参加。                 |
| 3rd        | 2012年8月22日 | SUPERNOVA             | Shihoko Hirata、Tomomi Ukmori、自身であるshuhei kurosakaがVocalとして参加。         |

## リミックス作品 アウトワーク
| 発売日         | タイトル                                                                   | アーティスト | 収録されているアルバム                                                             |
| 2008年12月10日 | Love impact(PAX JAPONICA GROOVE MIX)                                       | MAX          | NEW EDITION 〜MAXIMUM HITS〜                                                       |
| 2008年12月10日 | Never Stop feat.PAX JAPONICA GROOVE.                                       | Ryohei       | Catch the Various Catchy Cavaca 3 compiled by Ryohei                               |
| 2009年3月25日  | Sanctuary -Instantiation Mix-                                              | 玉置成実     | TAMAKI NAMI REPRODUCT BEST                                                         |
| 2009年5月20日  | flows slowly -PAX JAPONICA GROOVE remix- dizzy -PAX JAPONICA GROOVE remix- | オムニバス   | a circus troupe 〜Gravity's Clowns:Music from and inspired by the motion picture〜 |
| 2009年8月26日  | 斬鉄剣〈石川五衛門のテーマ〉 by PAX JAPONICA GROOVE                        | オムニバス   | Lupin The Third DANCE&DRIVE official covers&remixes                                |
| 2009年11月25日 | Another Landscape feat. SAWA (PAX JAPONICA GROOVE remix)                   | 瀧澤賢太郎   | BIG ROOM(iTunes限定配信)                                                           |
| 2010年6月18日  | 夢見る 15歳 (PAX JAPONICA GROOVE REMIX)                                    | スマイレージ | 夢見る 15歳 (PAX JAPONICA GROOVE REMIX) （配信限定）                               |
| 2010年12月15日 | I am a DOG                                                                 | Naomile      | ラブリィ                                                                           |